# Frank Parker (General)

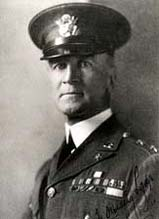
Generalmajor Frank Parker

Frank Parker (* 21. September 1872 in Georgetown County, South Carolina; † 13. März 1947 in Chicago) war ein US-amerikanischer Offizier der US Army, der unter anderem 1918, 1926 sowie 1936 Kommandeur der 1. Infanteriedivision (1st Infantry Division), von 1932 bis 1933 Kommandierender General der Zweiten US-Armee (Second US Army) sowie 1936 Kommandierender General der Dritten US-Armee (Third US Army) war.

## Leben

### Offiziersausbildung und Erster Weltkrieg
Frank Parker war das zweite von vier Kindern von Arthur Middleton Parker und dessen Ehefrau Emma Izard Middleton Parker. Sein jüngster Bruder Ralph Middleton Parker diente als Oberst in der Kavallerie und wurde nach seinem Tode auf dem Nationalfriedhof Arlington beigesetzt. Er war ein Nachfahre der John Parker, John Rutledge sowie Arthur Middleton und Thomas Heyward, zwei Unterzeichner der Unabhängigkeitserklärung und damit Gründerväter der Vereinigten Staaten. Nach dem Schulbesuch begann er zunächst ein Studium an der University of South Carolina und schloss sich der akademischen Gesellschaft Phi Kappa Psi an.
Am 17. Juni 1890 begann er als Kadett eine Offiziersausbildung an der US Military Academy in West Point und wurde nach deren Abschluss am 12. Juni 1894 zum Leutnant (Second Lieutenant) der Infanterie befördert. Am 19. Oktober 1894 wurde er zur Kavallerie versetzt und nahm am Spanisch-Amerikanischen Krieg (23. April bis 12. August 1898) teil und wurde am 2. März 1899 zum Oberleutnant (First Lieutenant) befördert. Nach seiner Beförderung zum Hauptmann (Captain) am 1. März 1901 folgten verschiedene Verwendungen als Offizier und als Militärattaché. Er war Absolvent der École d’Application de Cavallerie in Frankreich und wurde am 1. Juli 1916 zum Major befördert.
Nach dem Kriegseintritt der USA in den Ersten Weltkrieg am 6. April 1917 wurde Parker am 28. Juli 1917 zum Oberstleutnant (Lieutenant Colonel) befördert. Am 6. August 1917 wurde er zum Oberst der Infanterie der National Army ernannt und nahm als Kommandeur des 18. Infanterieregiments (18th US Infantry Regiment) der Amerikanischen Expeditionsstreitkräfte AEF (American Expeditionary Forces) an Kampfhandlungen an der Westfront teil. Er wurde am 8. August 1918 kommissarischer Brigadegeneral und Kommandeur der 1. Infanteriebrigade (1st Infantry Brigade). Im Oktober 1918 löste er schließlich während der Maas-Argonnen-Offensive (26. September bis 11. November 1918) Generalmajor Charles P. Summerall als Kommandeur der 1. Infanteriedivision (1st Infantry Division) ab und verblieb in dieser Verwendung bis Kriegsende im November 1918. Für seine Verdienste in diesen Verwendungen wurde er 1918 zwei Mal mit dem Silver Star ausgezeichnet.

### Zwischenkriegszeit und Aufstieg zum Generalmajor

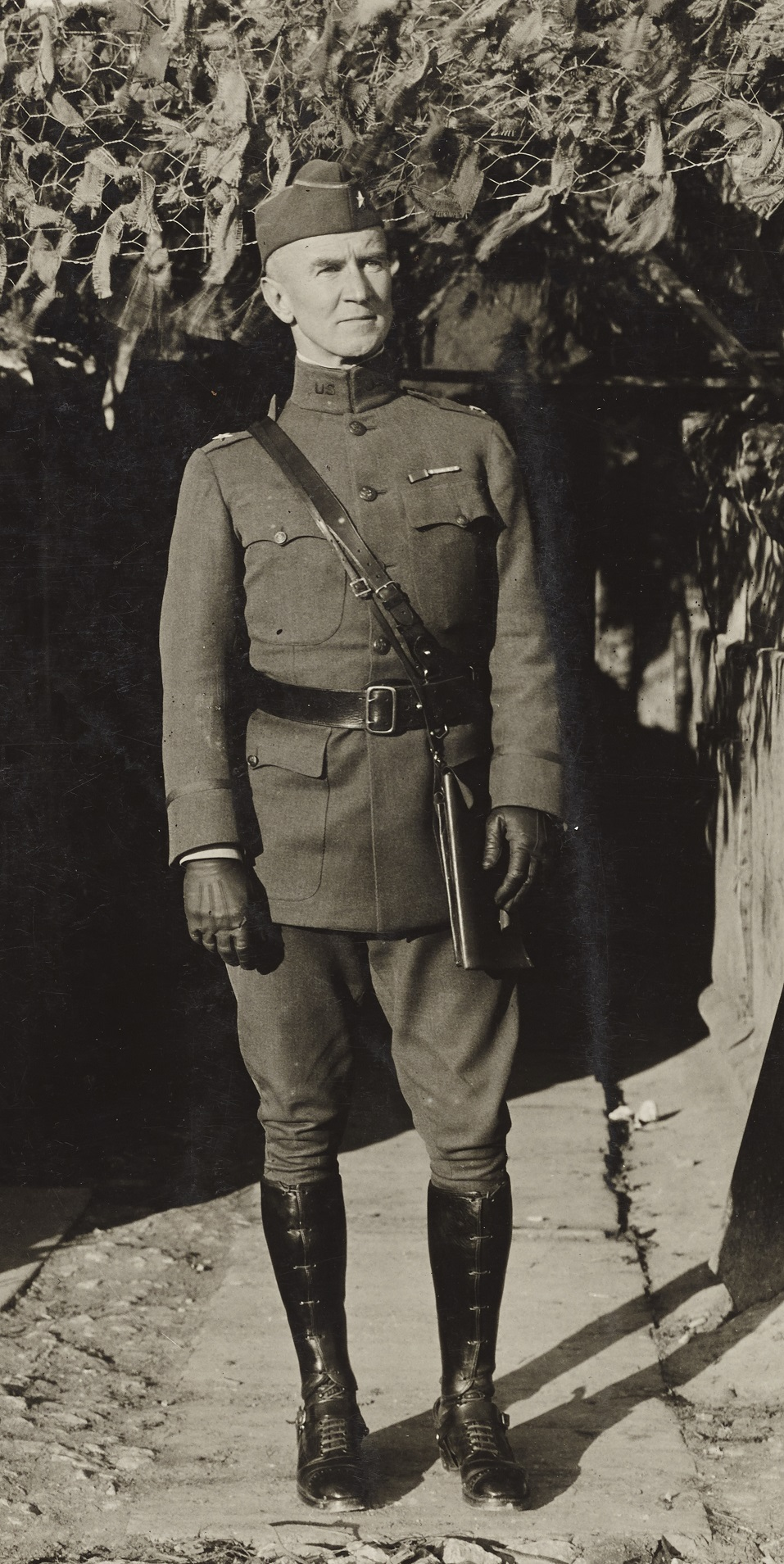
Brigadegeneral Frank Parker (23. Januar 1919)

Nach Kriegsende wurde Frank Parker am 1. Juli 1920 zum Oberst (Colonel) befördert und am 12. August 1920 zur Infanterie versetzt. 1921 war er Absolvent der École supérieure de guerre und blieb im Anschluss als Ausbilder dort. Nach seiner Rückkehr war er Absolvent der General Staff School in Fort Leavenworth und erhielt am 22. Januar 1924 seine Beförderung zum Brigadegeneral (Brigadier General). 1924 war er zudem Absolvent des US Army War College (USAWC) in Carlisle und im Anschluss zwischen 1925 und 1927 Kommandeur einer Brigade der 1. Infanteriedivision. Während dieser Zeit war er zwischen Januar und Mai 1926 erneut Kommandeur der 1. Infanteriedivision. 1927 verlieh ihm die University of South Carolina einen Ehrendoktor der Rechte (Honorary LL.D.) und erhielt für seine Verdienste im Ersten Weltkrieg zudem 1927 die Army Distinguished Service Medal. Am 2. April 1927 übernahm er den Posten als Assistierender Chef des Generalstabes des Heeres (Assistant Chief of Staff of the Army) und bekleidete diesen Posten bis zum 2. April 1929. Während dieser Zeit wurde er am 11. Februar 1929 auch zum Generalmajor (Major General) befördert.
Am 7. April 1929 übernahm Generalmajor Parker den Posten als Kommandeur des für die US-Bundesstaaten Wisconsin, Michigan, Illinois und Missouri zuständigen VI. Korpsgebiets (VI Corps Area) und verblieb in dieser Verwendung bis zum 1. November 1933. Zugleich war er in dieser Zeit von August 1932 bis November 1933 Kommandierender General der im Wiederaufbau befindlichen Zweiten US-Armee (Second US Army). 1933 erhielt er von der Fakultät für Landwirtschaft und angewandte Wissenschaften der Michigan State University einen weiteren Ehrendoktortitel. Am 28. Februar 1934 wurde er Kommandeur der US-Truppen auf den Philippinen (Philippine Department) und hatte diese Funktion bis zum 11. Dezember 1935 inne. Nach seiner Rückkehr war er zwischen Februar und März 1936 zum dritten Mal Kommandeur der 1. Infanteriedivision sowie Kommandeur des VIII. Korpsgebiets (VIII Corps Area), die die Bundesstaaten Texas, Oklahoma, Colorado, New Mexico und Arizona umfasste. Zuletzt wurde er am 4. April 1936 Kommandierender General der Dritten US-Armee (Third US Army) und bekleidete dieses Amt bis zum 30. September 1936. Anschließend schied er mit Erreichen der Altersgrenze aus dem aktiven Militärdienst aus.
Aus seiner Ehe mit Katherine Hamilton Lahm Parker (1875–1968) gingen die beiden Töchter Katherine Lahm Parker (1908–1973) und Ann Middleton Parker Honeycutt (1911–1965) hervor. Die jüngere Tochter Ann Middleton Parker Honeycutt war mit Generalmajor John Thomas Honeycutt verheiratet. Nach seinem Tode wurde er auf dem Mansfield Cemetery in Mansfield beigesetzt.

## Auszeichnungen
Auswahl der Dekorationen, sortiert in Anlehnung an die Order of Precedence of Military Awards:
- Army Distinguished Service Medal
- Silver Star (2×)